# Japans ambassader

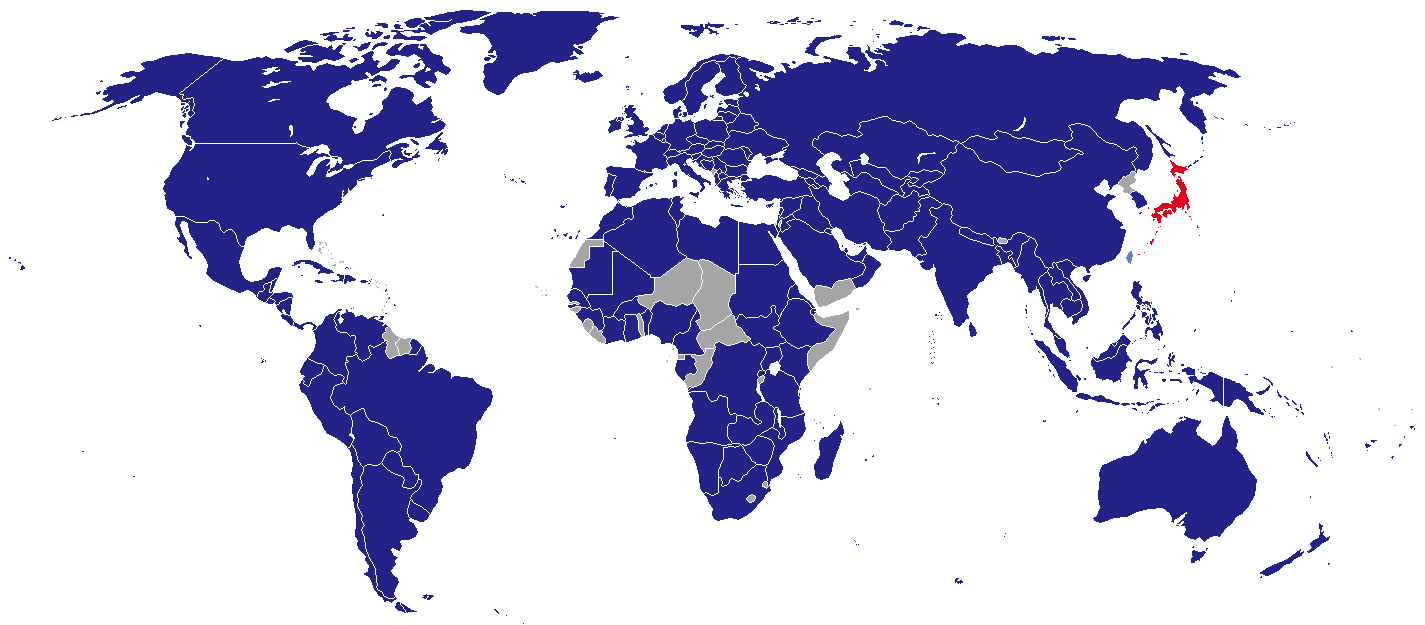
Länder där Japan har ambassad.

Nedan är en lista över Japans ambassader utomlands:

## Afrika

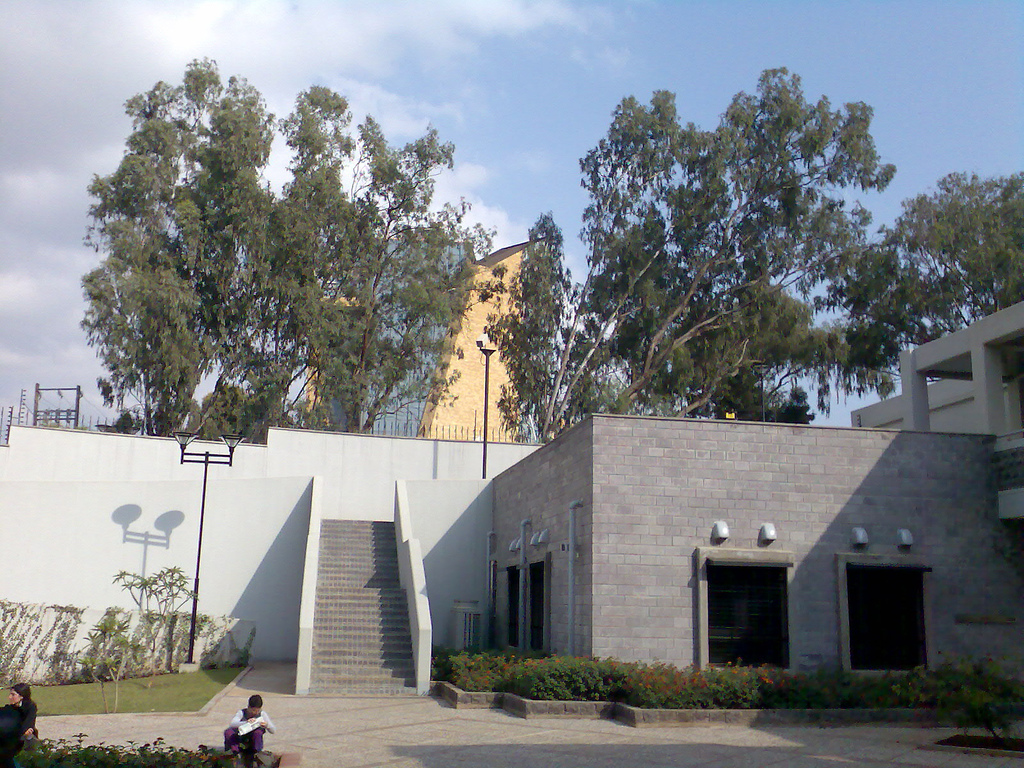
Japans ambassad i Nairobi.

- Algeriet
  - Alger
- Angola
  - Luanda
- Botswana
  - Gaborone
- Benin
  - Cotonou
- Burkina Faso
  - Ouagadougou
- Kongo-Kinshasa
  - Kinshasa
- Djibouti
  - Djibouti
- Elfenbenskusten
  - Abidjan
- Egypten
  - Kairo
- Etiopien
  - Addis Abeba
- Gabon
  - Libreville
- Ghana
  - Accra
- Guinea
  - Conakry
- Kamerun
  - Yaoundé
- Kenya
  - Nairobi
- Libyen
  - Tripoli
- Madagaskar
  - Antananarivo
- Malawi
  - Lilongwe
- Mali
  - Bamako
- Mauretanien
  - Nouakchott
- Marocko
  - Rabat
- Moçambique
  - Maputo
- Nigeria
  - Abuja
- Rwanda
  - Kigali
- Senegal
  - Dakar
- Sudan
  - Khartoum
- Sydafrika
  - Pretoria
- Sydsudan
  - Juba
- Tanzania
  - Dar es-Salaam
- Tunisien
  - Tunis
- Uganda
  - Kampala
- Zambia
  - Lusaka
- Zimbabwe
  - Harare

## Amerika

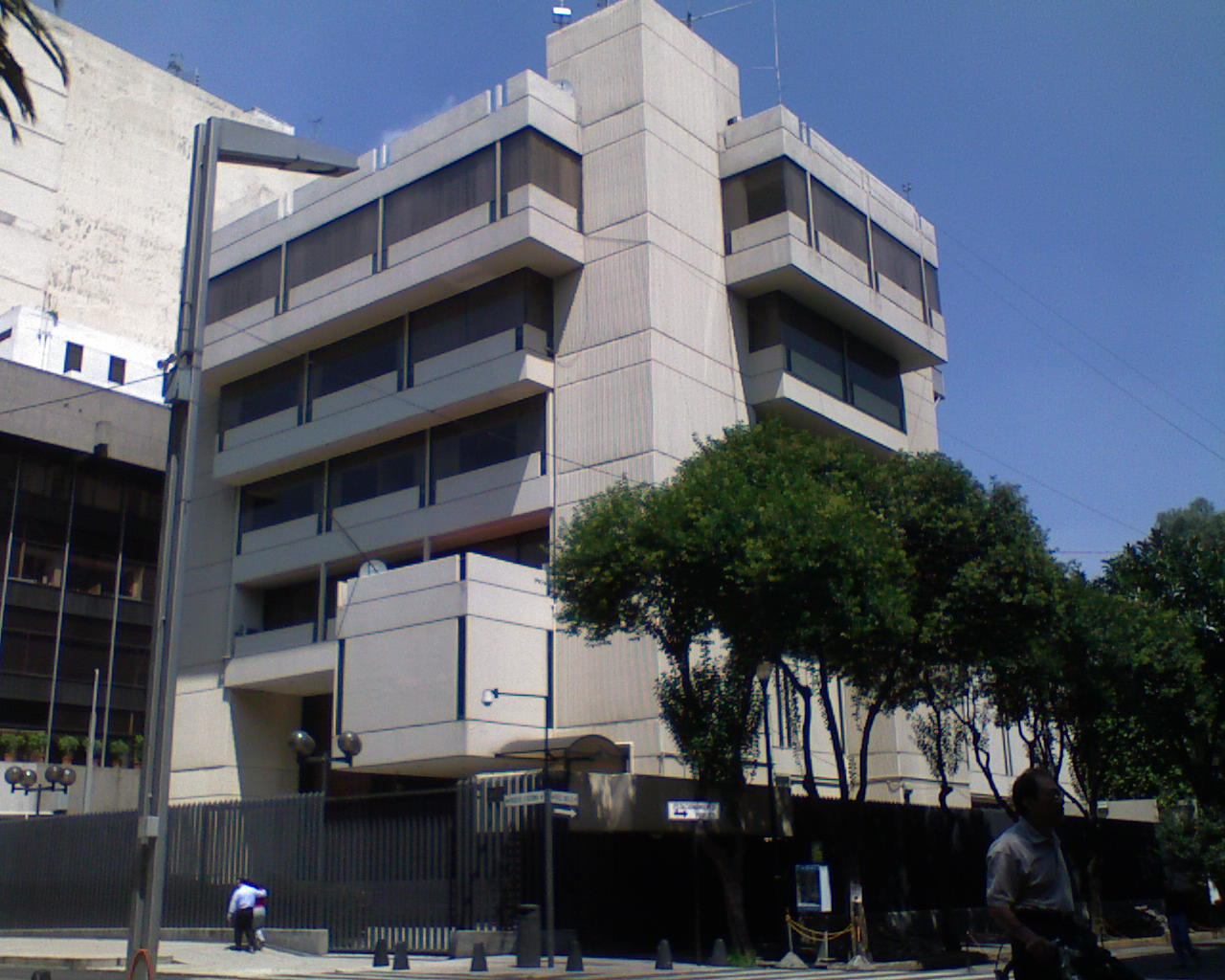
Japans ambassad i Mexico City.

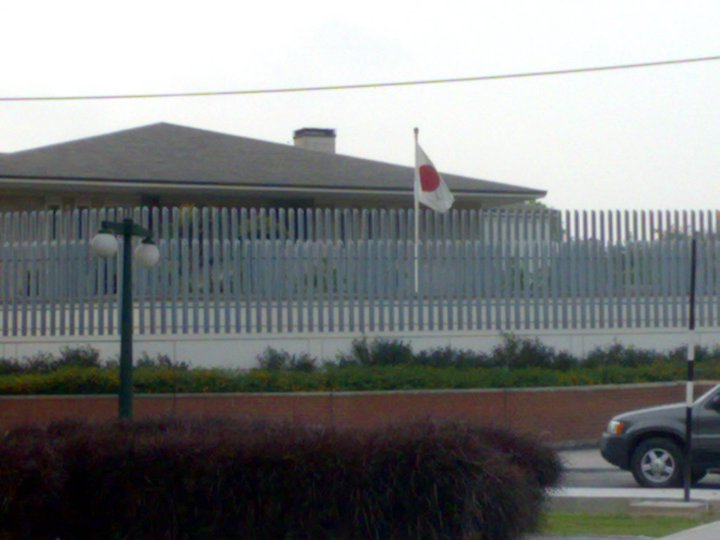
Japans ambassad i Peru.

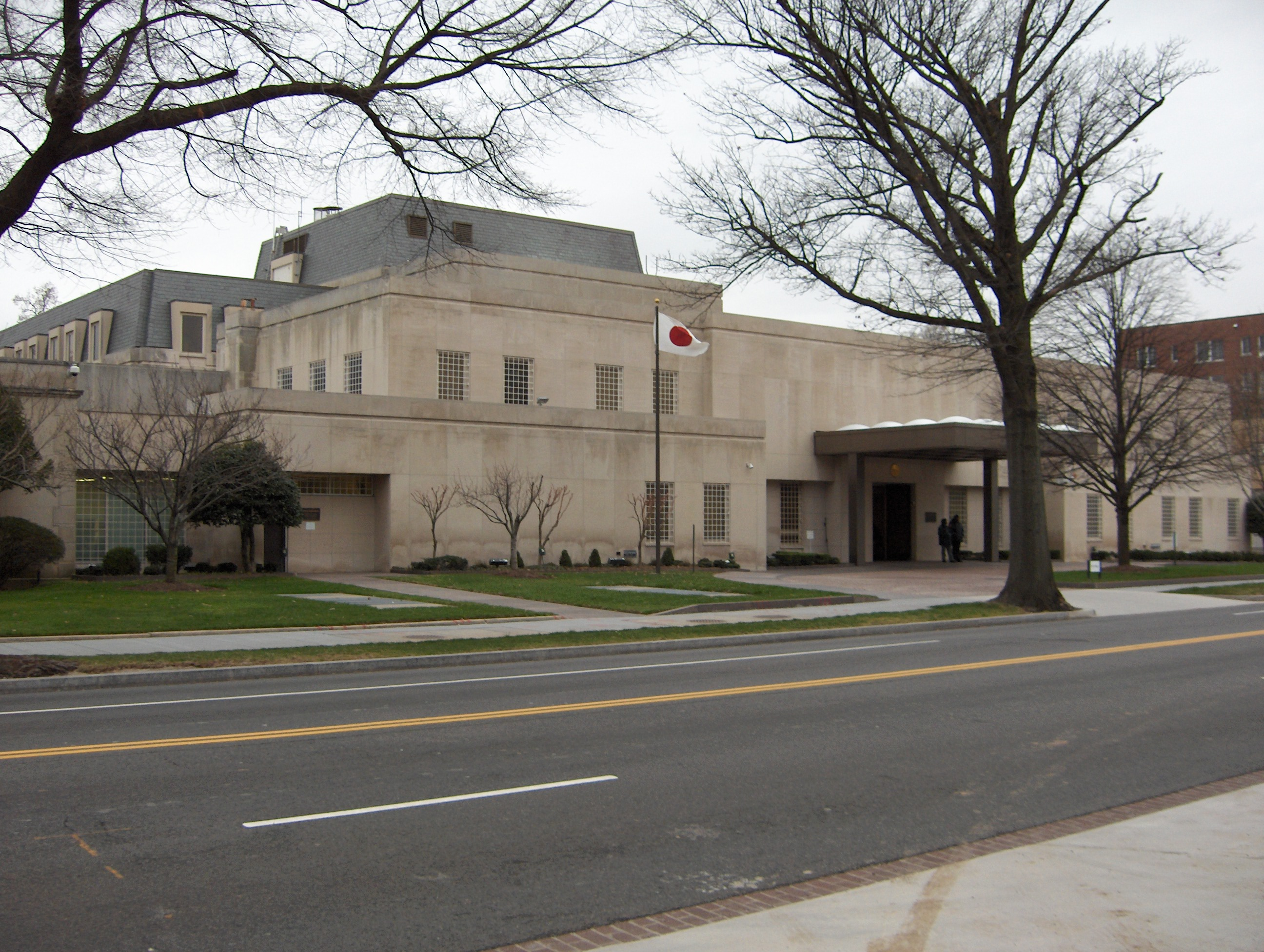
Japans ambassad i Washington, D.C.

- Argentina
  - Buenos Aires
- Bolivia
  - La Paz
- Brasilien
  - Brasília
- Chile
  - Santiago de Chile
- Colombia
  - Bogotá
- Costa Rica
  - San José
- Dominikanska republiken
  - Santo Domingo
- Ecuador
  - Quito
- El Salvador
  - San Salvador
- Guatemala
  - Guatemala City
- Haiti
  - Port-au-Prince
- Honduras
  - Tegucigalpa
- Jamaica
  - Kingston
- Kanada
  - Ottawa
- Kuba
  - Havanna
- Mexiko
  - Mexico City
- Nicaragua
  - Managua
- Panama
  - Panama City
- Paraguay
  - Asunción
- Peru
  - Lima
- Trinidad och Tobago
  - Port of Spain
- USA
  - Washington, D.C.
- Uruguay
  - Montevideo
- Venezuela
  - Caracas

## Asien

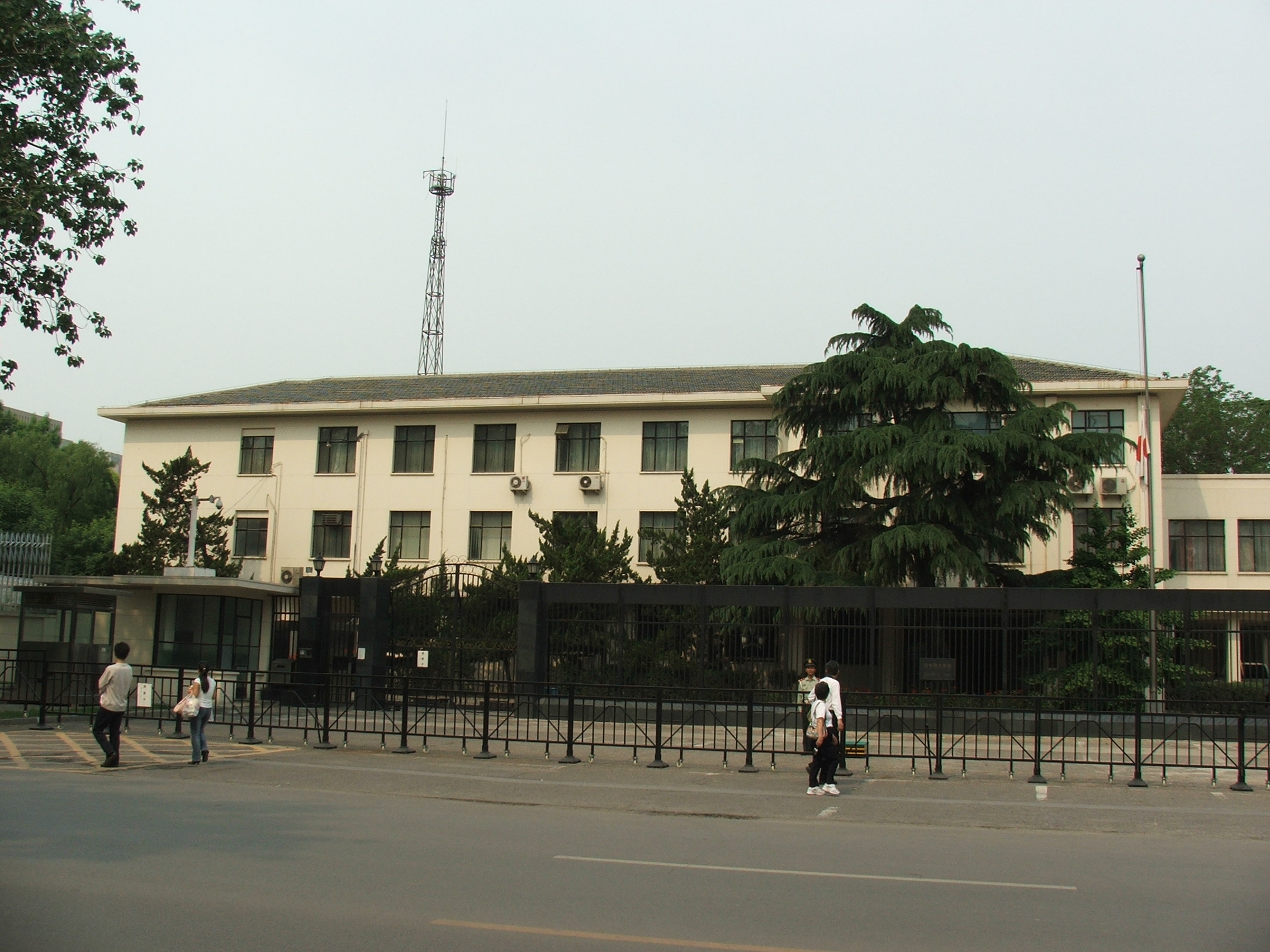
Japans ambassad i Peking.

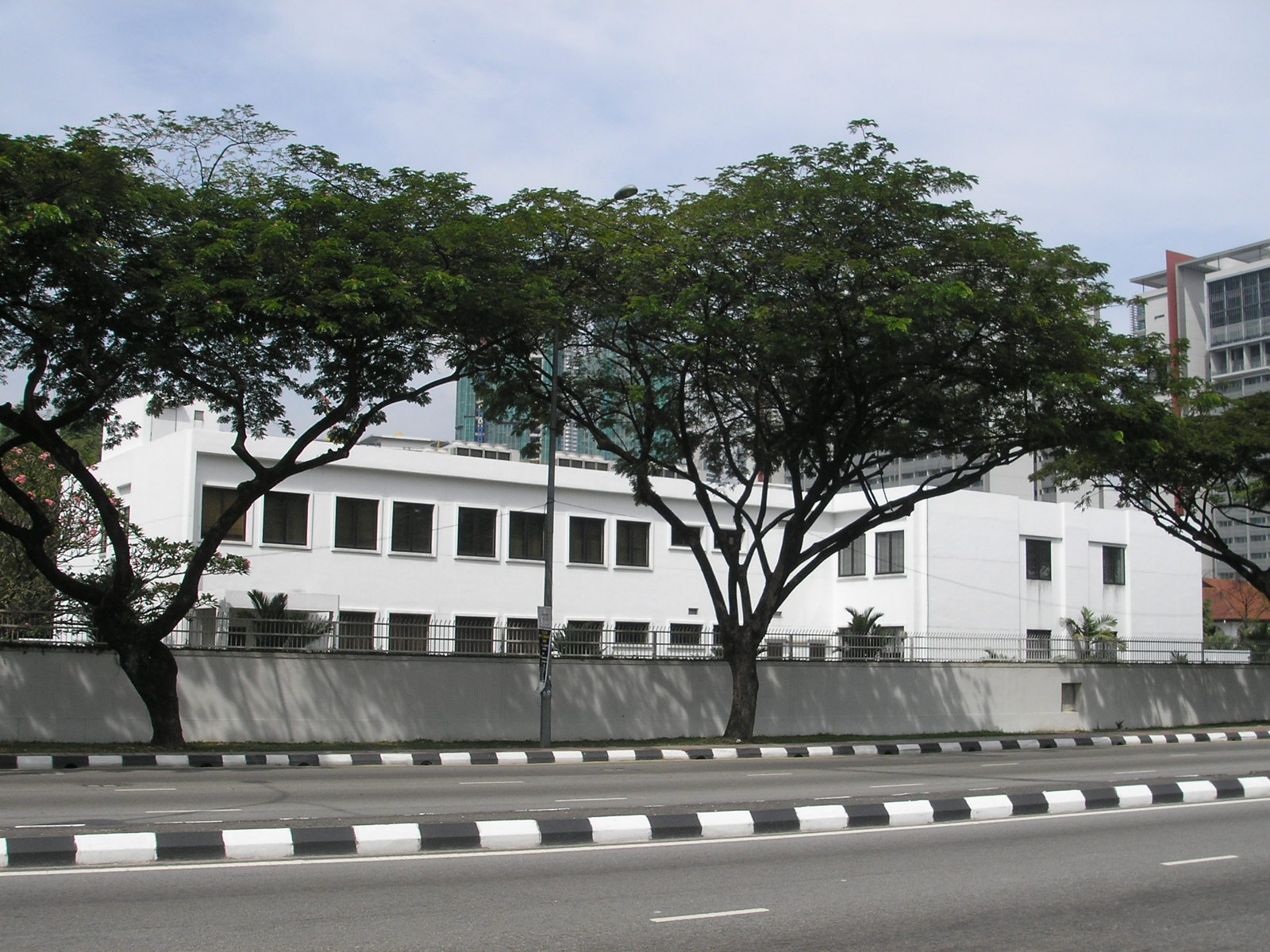
Japans ambassad i Kuala Lumpur.

- Afghanistan
  - Kabul
- Bahrain
  - Manama
- Bangladesh
  - Dhaka
- Bahrain
  - Bandar Seri Begawan
- Burma
  - Rangoon
- Filippinerna
  - Manila
- Förenade arabemiraten
  - Abu Dhabi
- Indien
  - New Delhi
- Indonesien
  - Jakarta
- Iran
  - Teheran
- Irak
  - Bagdad
- Israel
  - Tel Aviv
- Jemen
  - Sanaa
- Jordanien
  - Amman
- Kambodja
  - Phnom Penh
- Kazakstan
  - Astana
- Kina 
  - Peking
- Kirgizistan
  - Bisjkek
- Kuwait
  - Kuwait
- Laos
  - Vientiane
- Libanon
  - Beirut
- Malaysia
  - Kuala Lumpur
- Mongoliet
  - Ulan Bator
- Nepal
  - Katmandu
- Oman
  - Muskat
- Pakistan
  - Islamabad
- Palestina
  - Ramallah
- Qatar
  - Doha
- Saudiarabien
  - Riyadh
- Singapore
  - Singapore
- Sri Lanka
  - Colombo
- Sydkorea
  - Seoul
- Syrien
  - Damaskus
- Tadzjikistan
  - Dusjanbe
- Thailand
  - Bangkok
- Turkiet
  - Ankara
- Turkmenistan
  - Asjchabad
- Uzbekistan
  - Tasjkent
- Vietnam
  - Hanoi
- Östtimor
  - Dili

## Europa

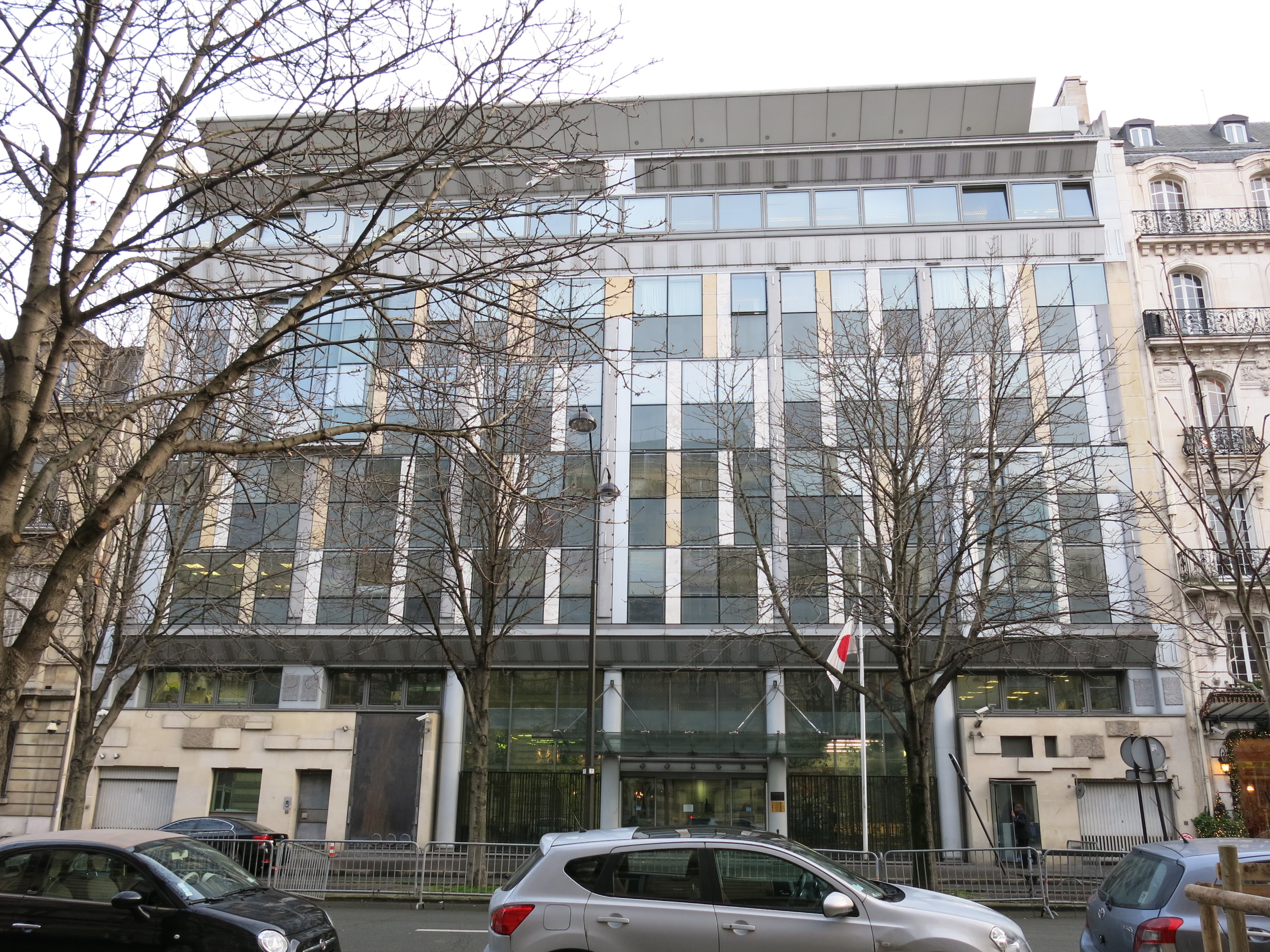
Japans ambassad i Paris.

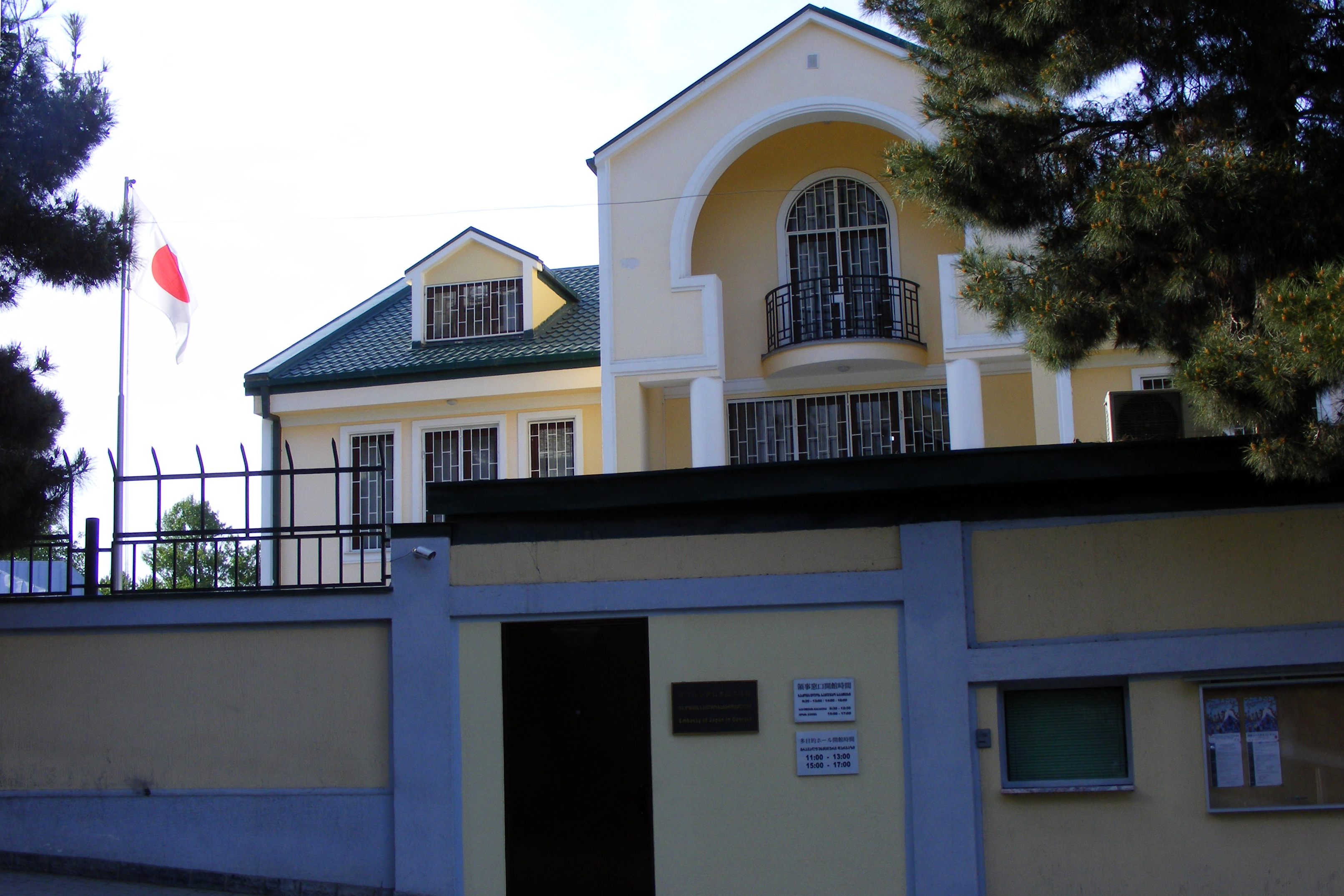
Japans ambassad i Tbilisi.

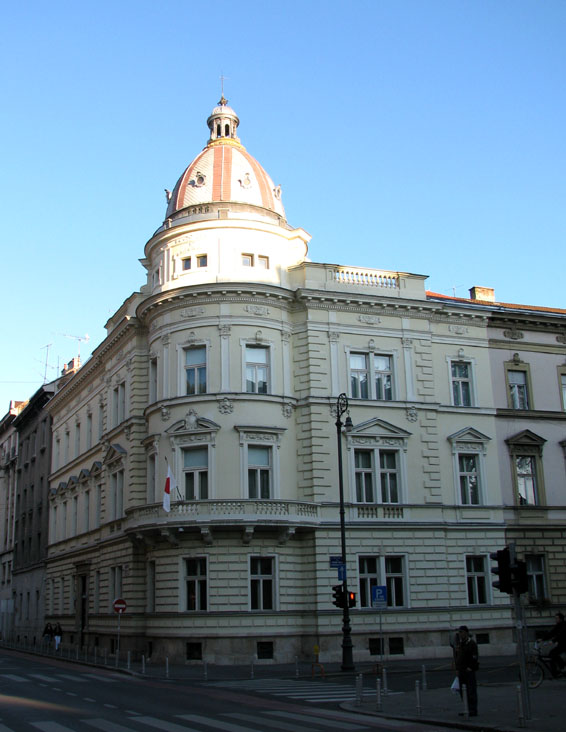
Japans ambassad i Zagreb.

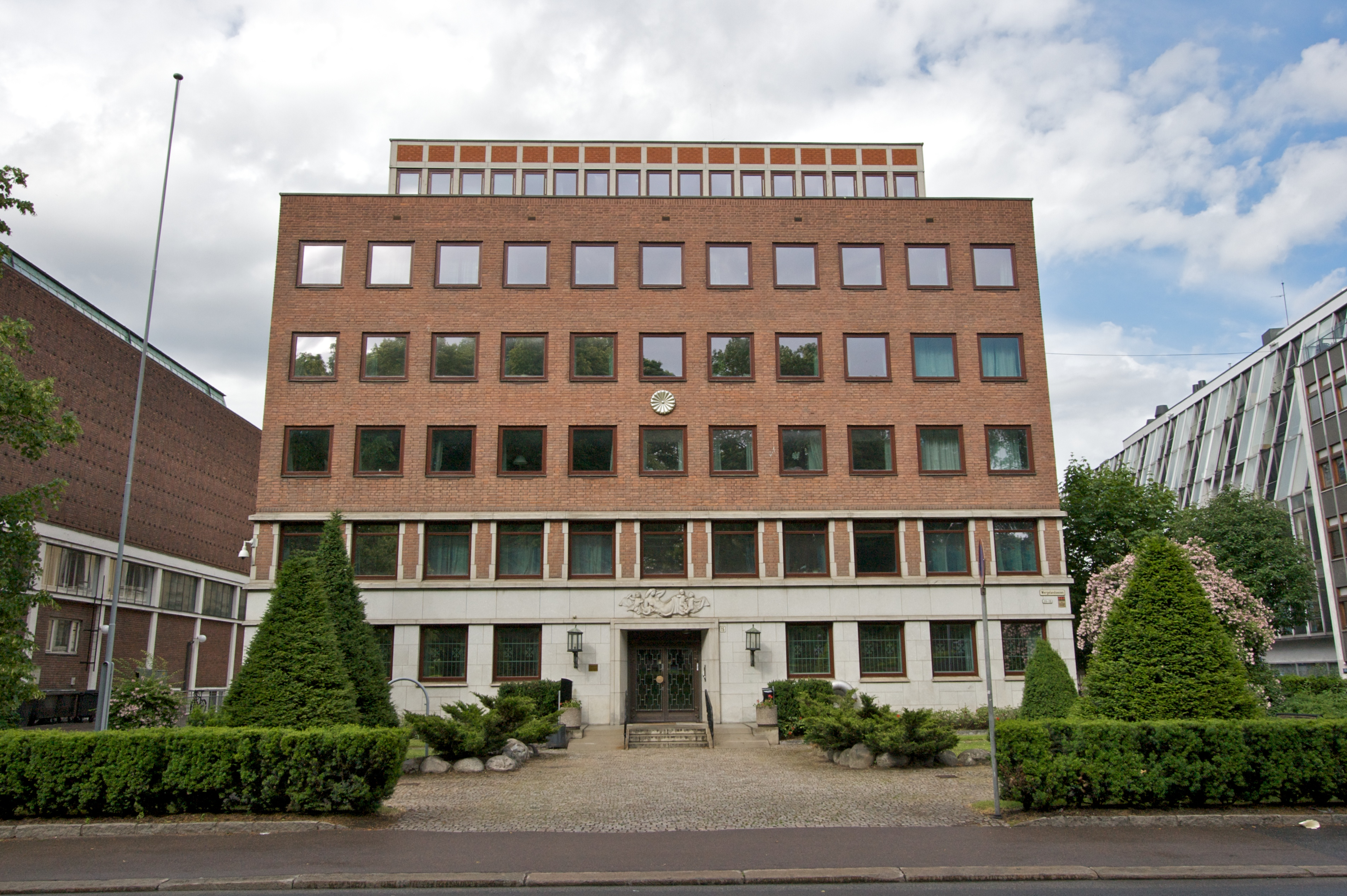
Japans ambassad i Oslo.

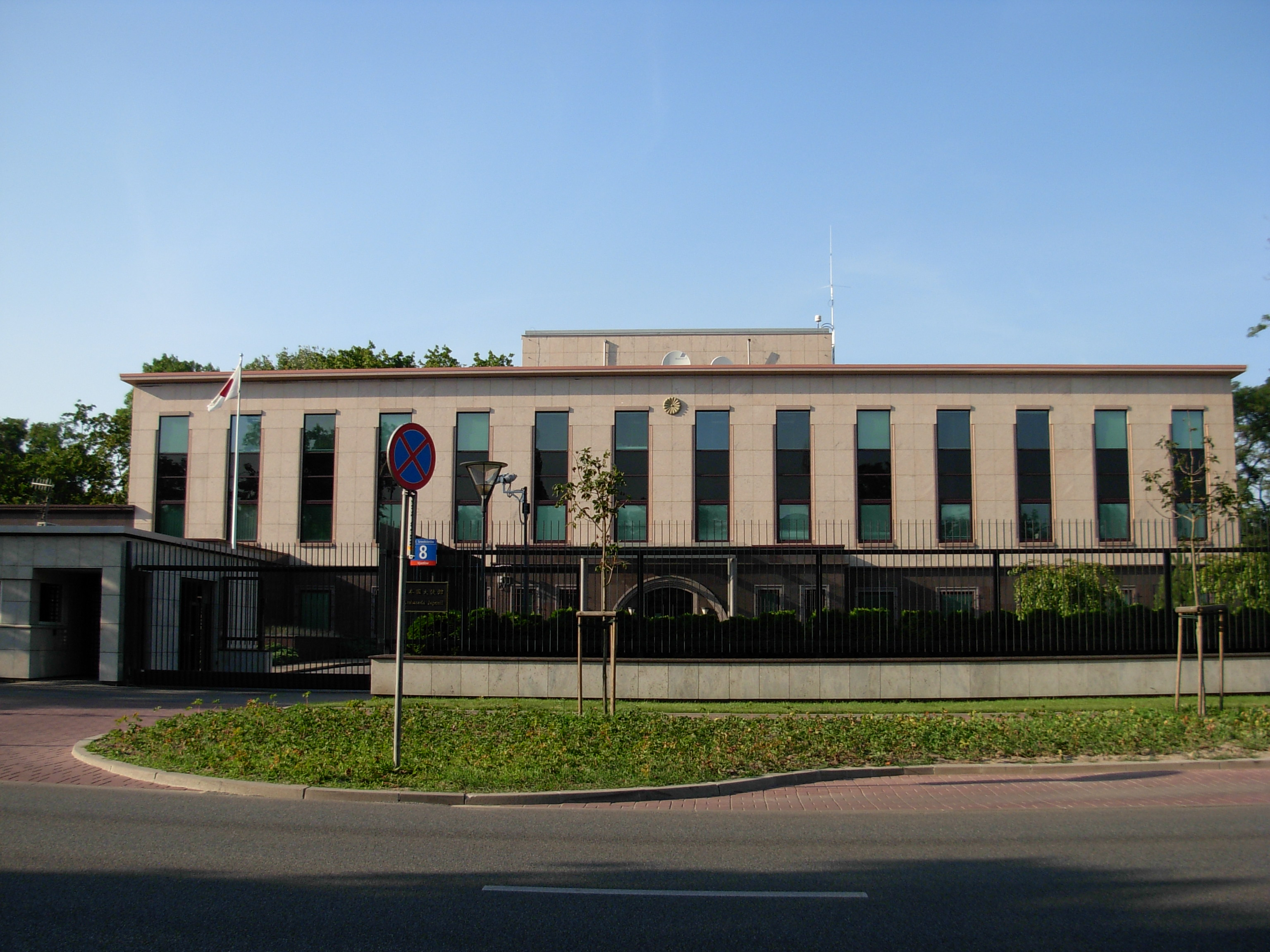
Japans ambassad i Warszawa.

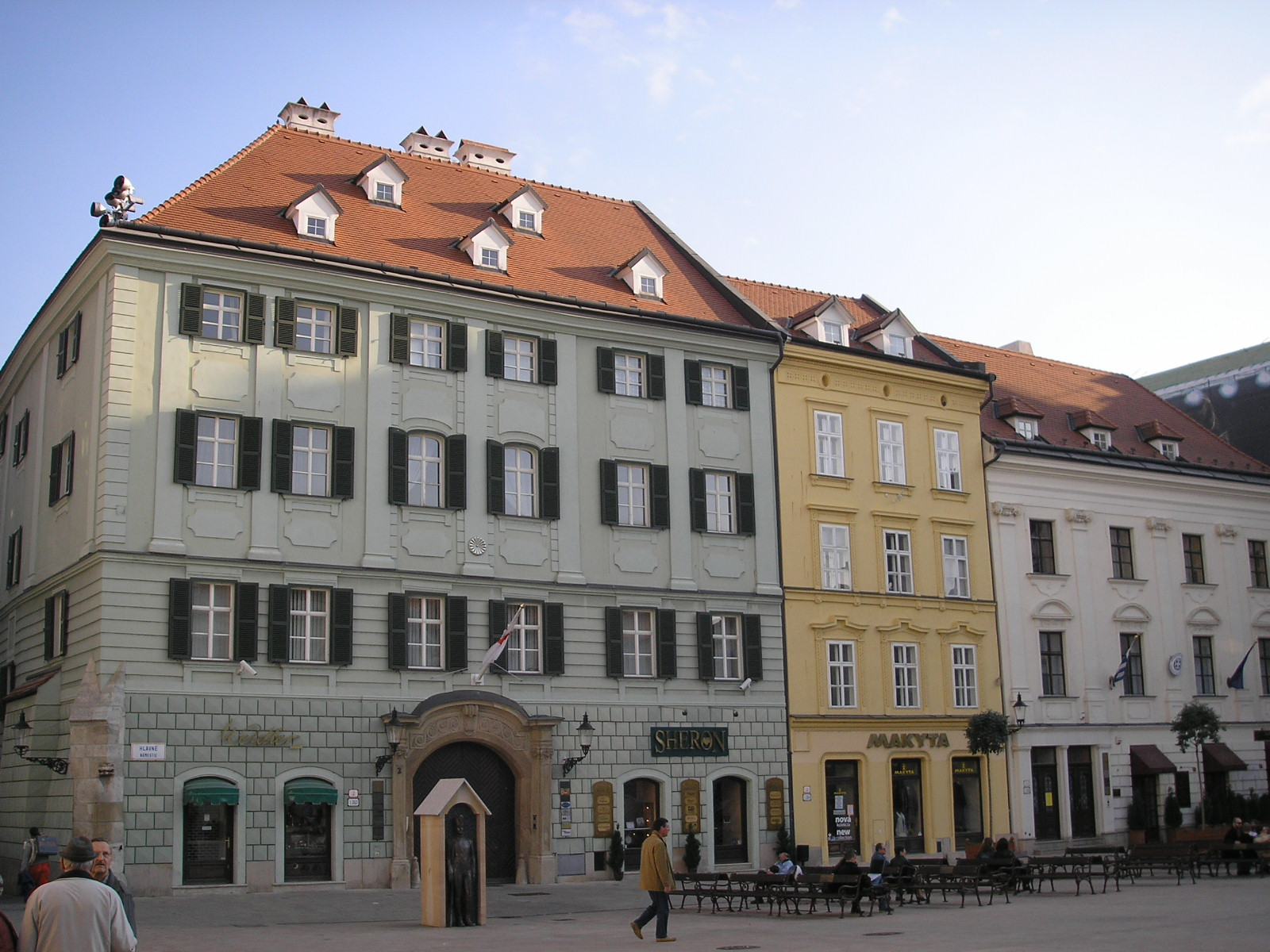
Japans ambassad i Bratislava.

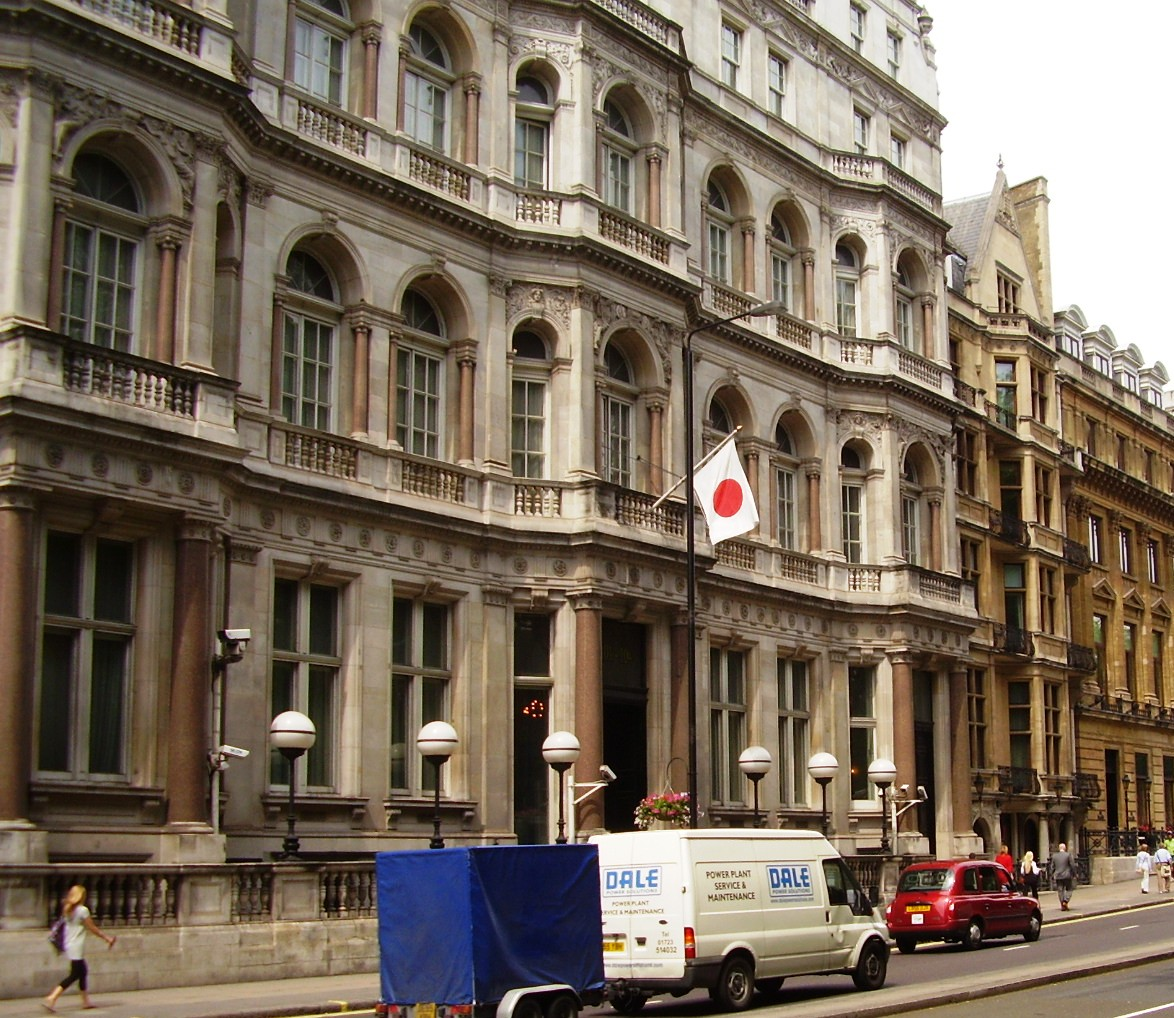
Japans ambassad i London.

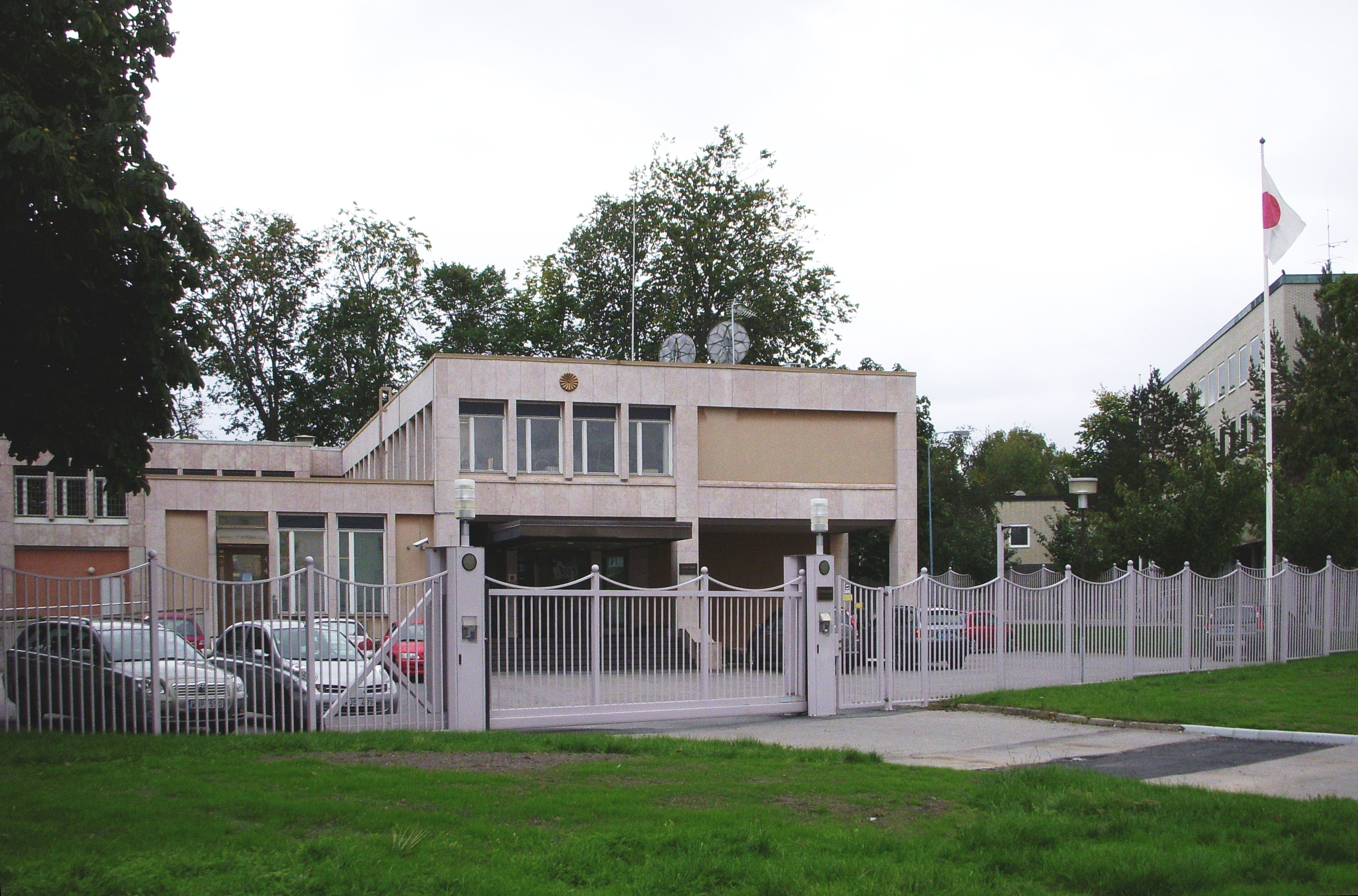
Japans ambassad i Stockholm.

- Azerbajdzjan
  - Baku
- Belgien
  - Bryssel
- Bosnien och Hercegovina
  - Sarajevo
- Bulgarien
  - Sofia
- Danmark
  - Köpenhamn
- Estland
  - Tallinn
- Finland
  - Helsingfors
- Frankrike
  - Paris
- Georgien
  - Tbilisi
- Grekland
  - Aten
- Island
  - Reykjavik
- Irland
  - Dublin
- Italien
  - Rom
- Kroatien
  - Zagreb
- Lettland
  - Riga
- Litauen
  - Vilnius
- Luxemburg
  - Luxemburg
- Nederländerna
  - Haag
- Norge
  - Oslo
- Polen
  - Warszawa
- Portugal
  - Lissabon
- Rumänien
  - Bukarest
- Ryssland
  - Moskva
- Schweiz
  - Bern
- Serbien
  - Belgrad
- Slovakien
  - Bratislava
- Slovenien
  - Ljubljana
- Spanien
  - Madrid
- Storbritannien
  - London
- Sverige
  - Stockholm
- Tjeckien
  - Prag
- Tyskland
  - Berlin
- Ungern
  - Budapest
- Ukraina
  - Kiev
- Vatikanstaten
  - Vatikanstaten
- Belarus
  - Minsk
- Österrike
  - Wien

## Oceanien

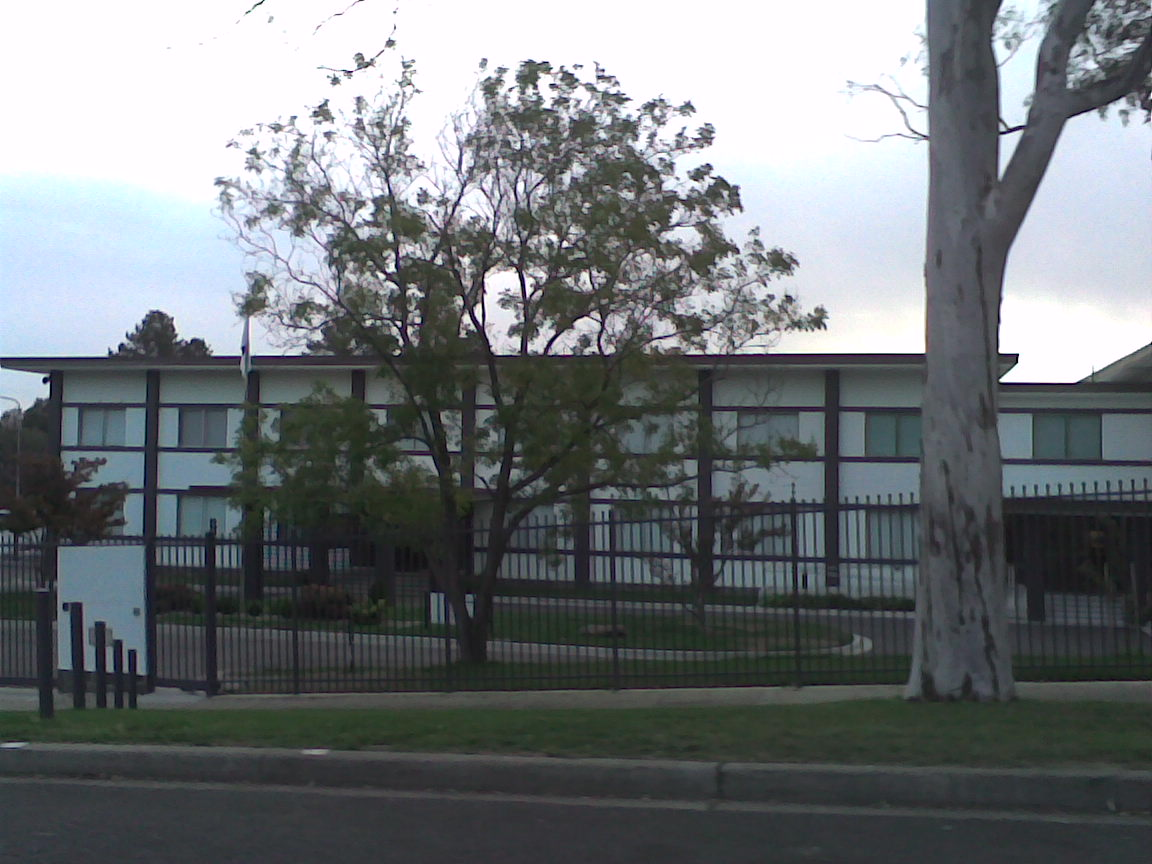
Japans ambassad i Canberra.

- Australien
  - Canberra
- Fiji
  - Suva
- Marshallöarna
  - Majuro
- Mikronesiska federationen
  - Pohnpei
- Nya Zeeland
  - Wellington
- Palau
  - Koror
- Papua Nya Guinea
  - Port Moresby
- Salomonöarna
  - Honiara
- Tonga
  - Nuku'alofa